# Советская улица (Пенза)

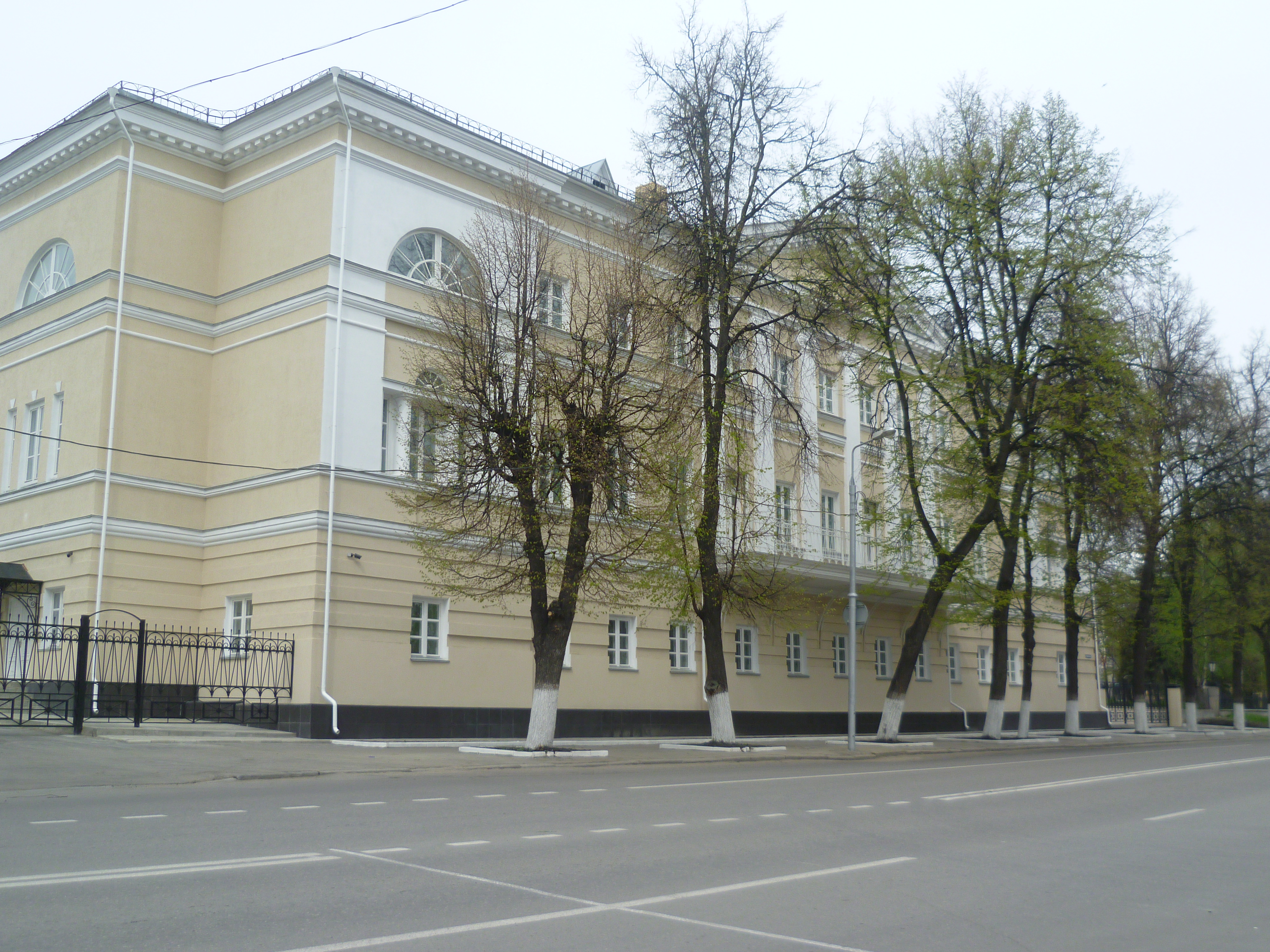
Губернаторский дом на Советской, 5

Сове́тская у́лица (бывшая Губерна́торская у́лица) — улица в Пензе, расположенная в историческом центре города. Самая древняя улица и одна из самых коротких улиц (321 м) Пензы. Проходит от улицы Лермонтова до улицы Карла Маркса. С восточной стороны к улице примыкает сквер имени М. Ю. Лермонтова и Соборная площадь.
Улица возникла в конце 18 века, до февраля 1919 года улица именовалась Губернаторской, так как именно на этой улице размещалась резиденция Пензенского Губернатора, построенная в 1790 году.
Украшением улицы является здание, построенное в 1913 году для Крестьянского поземельного банка. В первые годы Советской власти здание заняли Пензенские губком партии и губернский Совет, а позднее Пензенский горком КПСС и исполком городского Совета народных депутатов. С февраля 1986 года в этом здании разместилась Пензенская областная картинная галерея имени К. А. Савицкого. На сайте «Пенза, которой нет» можно видеть, как выглядела Губернаторская улица в начале XX века. Так она выглядит и сейчас.
На углу Советской и Садовой улиц в 1903 году было построено здание Первой женской гимназии, которое в 1918 году заняли созданные по указанию В. И. Ленина Пулемётные курсы, а после образования в 1939 году Пензенской области здесь разместился Пензенский облисполком. В 1958 году Облисполком переехал в Дом Советов, а в освободившемся здании был размещен Пензенский научно-исследовательский электротехнический институт (ПНИЭИ).